# 北野天神社 (江南市)

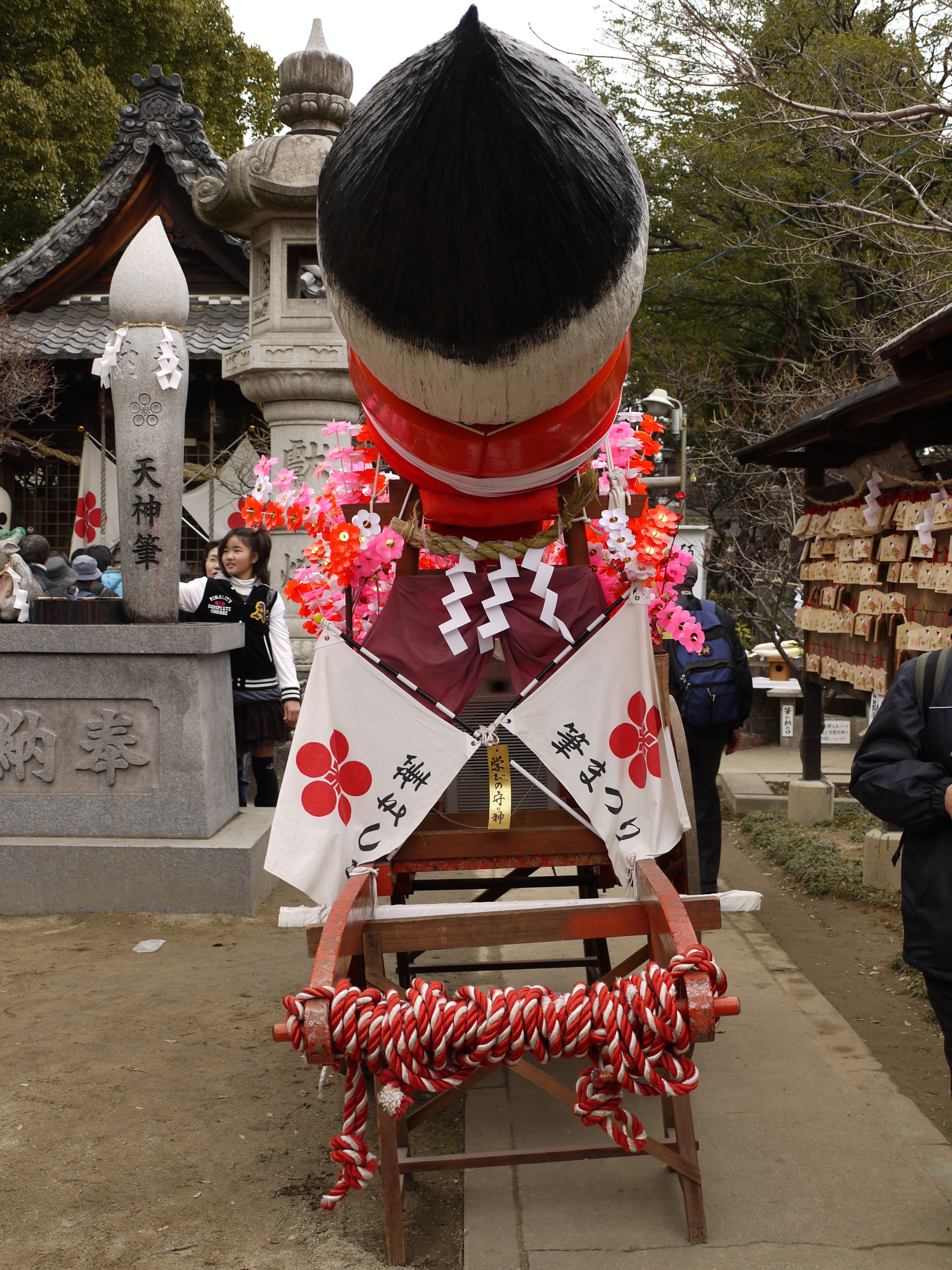
筆まつりの大筆奉納行列

北野天神社（きたのてんじんじゃ）は、愛知県江南市北野町天神8にある神社である。

## 概要
学業成就、合格祈願、家内安全にご利益があるとされる。無住の神社であるが、1月・2月の日曜日と毎月25日の月次祭には合格祈願などの祈祷が行われる。毎年1月中旬には「筆まつり」が行われ、字の上達を祈願する参拝者や学校合格を祈願する受験生などが訪れる。

## 祭神
- 菅原道真

## 歴史
- 承応3年（1654年）に創建された[1]。

## 祭礼

### 筆まつり
毎年1月中旬には「筆まつり」が行われる。1964年（昭和39年）より開催されている。この祭りのときに境内にある石造りの大筆に願いを書くと、字が上達するといわれている。当初は菅原道真の命日（2月25日）に近い日曜日に開催されていたが、大学受験シーズンにあわせて、1月中旬の土・日曜日に変更されている。受験シーズンに重なることもあり、受験生も多く訪れる。
筆まつりで行われる「大筆奉納行列」は、長さ約4m、重さ約50kgの大筆を、厄年男性と新入学児が御所車に乗せて神社まで曳き廻すものである。

## 交通アクセス
- 名鉄犬山線 江南駅より徒歩で約3分[1]。